# Chariklia Krause
Chariklia Krause (* 5. Juni 1980 in Recklinghausen) ist eine deutsche Regisseurin. 

## Leben und Wirken
Von 1996 bis 1999 absolvierte sie eine Ausbildung in Recklinghausen zur Rechtsanwalts- und Notarsfachangestellten. Im Anschluss daran folgte eine zweite Ausbildung im Polizeiausbildungsinstitut Linnich zur Polizeimeisterin. Bei der Polizei kamen erste Erfahrungen mit Filmarbeiten zustande und das Interesse für Filme wurde geweckt. 2003 bis 2004 absolvierte sie ein Drehbuchstudium an der IFS Hamburg, welches sie erfolgreich abschloss. Anfang 2004 folgte dann das erste Projekt „Spielgefährten – Freunde fürs Leben“, welches 2005 aufgeführt wurde. Anschließend folgten mehrere Kurzfilme, unter anderem „Final Kick“, mit Michelle Monballijn, welcher auf dem 34. Festival der Nationen in Österreich auf Platz 3 landete. In der Folge kam es zu einer engen Zusammenarbeit mit den bekannten Schauspielern Helmut Zierl, Patrick Bach und Maya Bothe, bei dem Kurzfilm „…denn böse Menschen kennen keine Lieder“ (2006). In den beiden zuletzt genannten Filmen kam es zudem erstmals zur Autorenarbeit. So entstanden u. a. Dialog und Monolog in dem Kurzfilm "Final Kick" sowie die endgültige Drehfassung für "... denn böse Menschen kennen keine Lieder".
Neben dem szenischen Film produzierte Chariklia Krause einige Musikvideoclips, Werbespots, Animationen, dokumentierte die „größte Straßenmodenschau der Welt in Krefeld“ (2008), begleitete sie die Band „Menschenskinder“ auf der Tour „Wenn der Mensch“ (2008) und arbeitete unter anderem im Studio Köln (RTL, „Alles was zählt“, Storyline). Für die Stadt Krefeld produzierte sie 2007 einen Kinospot für Jugendliche zum Thema Verkehrssicherheit (Freddy Fairkehr).
Chariklia Krause lebt seit Anfang 2009 wieder in ihrer Heimatstadt Recklinghausen.
Im Oktober 2009 gewann der Kurzfilm "Mittendrin" den 3. Platz des KurzKunstFestivals in Mainz. Im November 2009 folgte die Ausstrahlung in der WDR-Kurzfilmnacht sowie die nominierung für den deutschen Nachwuchsfilmpreis 2009. Chariklia Krause suchte hierfür die Drehorte aus und agierte aus dem Hintergrund im Produktionsbereich.
Ab August 2010 wurde es still um Krause. Mehrere persönliche Rückschläge zwangen sie zu einer Auszeit. Im September 2011 wurde Chariklia Krause zum ersten Mal Mutter und steht seit Anfang 2011 wieder im engen Kontakt mit Michelle Monballijn.

## Filmografie
- 2004: Spielgefährten – Freunde fürs Leben, Produktion
- 2004: Vans – Ein Schuh geht seinen Weg, Regie, Kamera, Produktion
- 2005: …das Leben in mir, Regie, Produktion
- 2005: Final Kick, Buch, Regie, Produktion
- 2005: Einbruch zwecklos, Regie, Kamera, Produktion
- 2005: (K)ein Tag, wie jeder andere, Produktion, Regie
- 2005: Früher wird immer anders, Produktion
- 2006: …denn böse Menschen kennen keine Lieder, Buch, Regie, Produktion
- 2006: 2-4 Family Musikvideo zur Single „Stand up“, Regie, Produktion in Kooperation mit EMI
- 2007: Freddy Fairkehr, Regie, Produktion
- 2007: Mohnblueten, Produktion, Aufnahmeleitung
- 2008: Tell you children, Produktion, Regie
- 2008: Alternative, Regieassistenz
- 2008: Menschenskinder, Tourdokumentation
- 2008: Konzertmitschnitt Elli Erl, Kamera,
- 2008:  Konzertmitschnitt Bettina Schelker, Kamera
- 2008: Größte Straßenmodenschau der Welt, Dokumentation, Produktion, Regie
- 2008: Mittendrin, Location Scout, Produktion
- 2009: Dokumentation zum Thema Kindesentführung, Kamera
- 2009: Comedystreet - WS -, Produktion